# Dia Internacional do Asteroide
O Dia Internacional do Asteroide (ou ainda Dia Mundial ou Dia Internacional dos Asteroides) é uma data internacional estabelecida pela Assembleia Geral das Nações Unidas, como sendo o dia 30 de junho de cada ano e destina-se a alertar a comunidade planetária sobre a ameaça de um impacto catastrófico por um asteroide.
A data lembra o episódio ocorrido na Sibéria no dia 30 de junho de 1908, conhecido como Evento Tunguska, que destruiu oitenta milhões de árvores em uma área de dois mil quilômetros quadrados.

## Histórico
A primeira realização da data ocorreu em 2015; na ocasião um de seus idealizadores Grigorij Richters declarou que “Asteroides são o único desastre natural que nós sabemos como prevenir. Proteger nosso planeta, nossas famílias e comunidades são o objetivo do Dia do Asteroide”, enfatizando que “Asteroides nos ensinam sobre as origens da vida, mas também podem afetar o futuro de nossa espécie e vida na Terra”.

## Objetivo
Embora a probabilidade alguém morrer vitimado por um asteroide seja de uma para setecentas mil, uma taxa maior do que a possibilidade de ser atingido por um raio, é entretanto menor do que a de ser morto por tubarão; a Terra esporadicamente é atingida por grandes corpos celestes e, segundo Rüdiger Jehn, da Agência Espacial Europeia (ESA), a "taxa de detecção atual é de 200 asteroides por mês. Entre 3 e 5 são objetos que podem atingir a Terra. Por isso, existem 740 objetos sobre os quais não sabemos se irão atingir ou não a Terra"; a despeito disso a maioria dos asteroides maiores já foram identificados e não representam risco iminente, de modo que o foco do Dia Internacional é a descoberta de corpos menores, como o meteoro de Cheliabinsk, também na Rússia, em 2013.

## Ações científicas
A ESA possui o telescópio Fly Eye, e coopera com a NASA no sentido de preparar missões futuras que visem o redirecionamento de asteroide, sendo este um dos tópicos debatidos nesta efeméride.
Já em janeiro de 2015 um imenso asteroide orbitou a 1,2 milhão de quilômetros da Terra, sendo esta a menor distância que um corpo assim até que o 1999 AN10 cruze o planeta, em 2027, e em junho daquele ano a NASA celebrou uma parceria com a agência nuclear dos Estados Unidos com o fim de facilitar o uso de explosões atômicas para o desvio eventual de tal ameaça; a ESA, por seu lado, cogita o desvio por meio de raio laser.